# St. James (Maryland)
Pour les articles homonymes, voir Saint James.
St. James est une census-designated place située dans le comté de Washington, dans l’État du Maryland, aux États-Unis. Lors du recensement de 2020, elle comptait 4 757 habitants.